# George Rodney (1. baron Rodney)
George Brydges Rodney (ur. 13 lutego 1718, zm. 24 maja 1792) – brytyjski oficer marynarki. Szczególnie rozpoznawalny dzięki dowodzeniu Royal Navy podczas wojny o niepodległość Stanów Zjednoczonych, szczególnie ze zwycięstwa nad Francuzami w bitwie u wysp Saintes, w 1782 roku. Przypisuje mu się pionierskie zastosowanie taktyki „łamania linii”.

## Życiorys
Rodney pochodził z wybitnej, ale biednej rodziny, co zmusiło go do zaciągnięcia się w wieku czternastu lat do marynarki wojennej. Pierwszą większą bitwą w jakiej brał udział, była II bitwa pod Finisterre w roku 1747. W latach czterdziestych XVIII wieku dorobił się sporego majątku, co pozwoliło na zakup posiadłości ziemskiej i członkostwa w Izbie Gmin. Podczas wojny siedmioletniej Rodney brał udział w szeregu operacji wojskowych, jak rajdy na Rochefort i Hawr, a także w oblężeniu Louisbourga. Sławę przyniosła mu rola, jaką odegrał podczas brytyjskiej inwazji na Martynikę w 1762 roku. Po zawarciu pokoju paryskiego sytuacja finansowa Rodneya znów się pogorszyła, wydawał bowiem znaczne sumy, na gry hazardowe. Do roku 1774 jego długi rosły i osiągnęły taki pułap, że musiał uciekać z kraju przed wierzycielami. W roku 1778, gdy wybuchła kolejna wojna, wylądował we Francji. Dzięki hojności dobroczyńcy zdołał wrócić do Anglii i ponownie objąć dowództwo w Royal Navy.
W czasie walk, flota Rodneya z powodzeniem zaopatrywała Gibraltar oblężony przez siły hiszpańsko-francuskie. W bitwie u Przylądka św. Wincentego pokonała flotę hiszpańską. W rok później wyjechał do Indii Zachodnich, gdzie wziął udział w kontrowersyjnym złupieniu holenderskiej wyspy Sint Eustatius. Na krótko powrócił do Anglii by podreperować słabe zdrowie, w czasie jego przerwy od działań wojennych, Brytyjczycy przegrali kluczową dla całej wojny bitwę w Zatoce Chesapeake. Przegrana doprowadziła do kapitulacji oblężonego Yorktown.
W oczach części brytyjskiego społeczeństwa Rodney uważany był za osobę kontrowersyjną; oskarżano go o obsesyjne dążenie (bez liczenia się z konsekwencjami) do zdobycia majątku i o nepotyzm. Najwięcej głosów sprzeciwu wywołała operacja na Sint Eustatius, gdzie między innymi bezlitośnie złupił tamtejszą społeczność żydowską. Odwołujący go rozkaz Admiralicji został wysłany w chwili, gdy Rodney odnosił decydujące zwycięstwo w bitwie o wyspy Saintes w kwietniu 1782 roku, co zabezpieczyło Jamajkę przed przejęciem wyspy przez Francuzów. Dzięki temu zwycięstwu po powrocie do kraju Rodneyowi nadano tytuł para Anglii. Wiązało się to z doroczną, dożywotnią pensją w wysokości 2 tys. funtów. Zmarł w roku 1792. Dzięki niemu imię Rodney, w ostatnich latach XVIII wieku, stało się w Wielkiej Brytanii szczególnie popularne.